# Apple iPod Hi-Fi

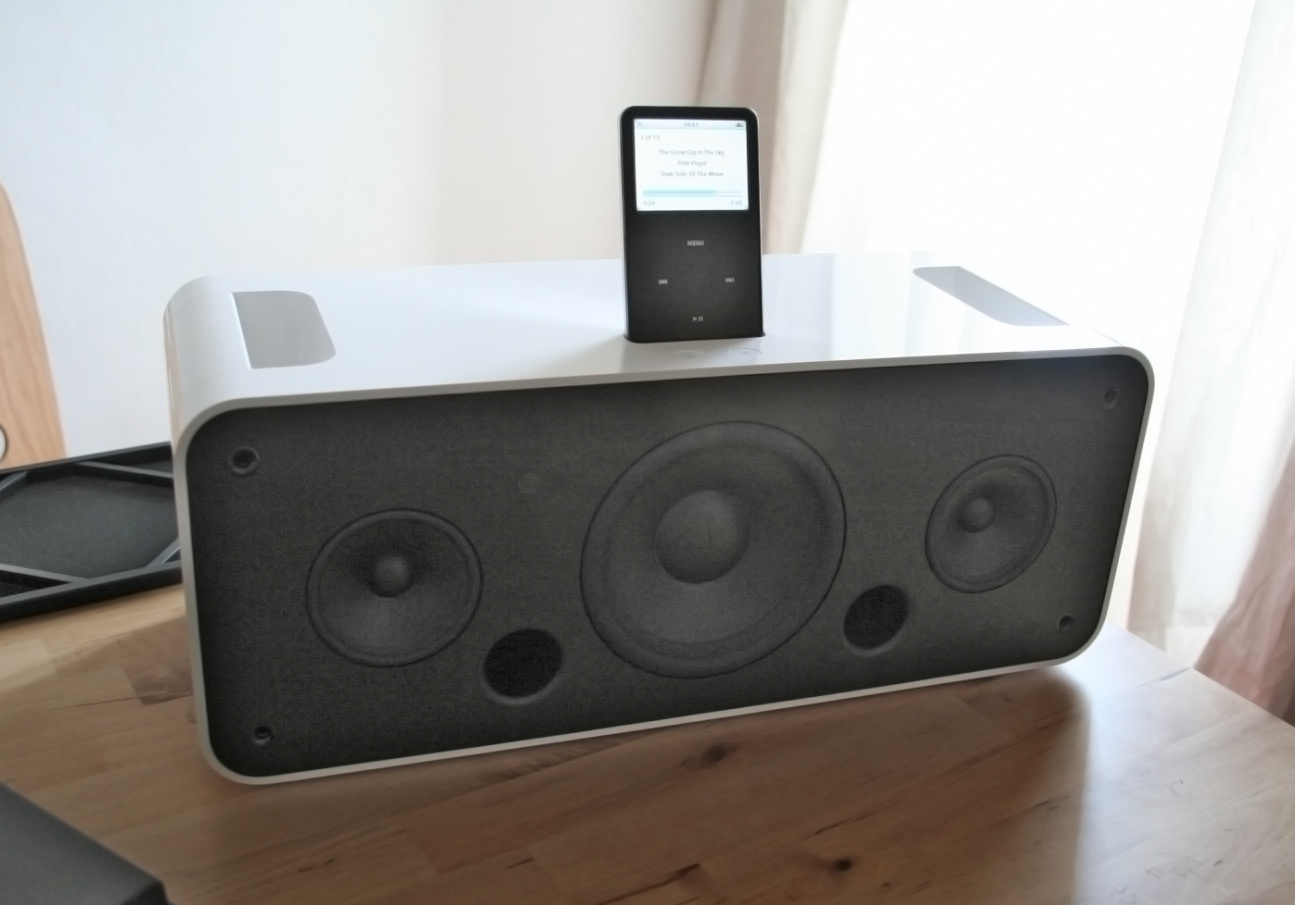
iPod Hi-Fi

Der iPod Hi-Fi (Modellnummer A1121) war ein portables Lautsprechersystem von Apple, gedacht als Zubehör zum Anschluss an einen iPod. Es wurde am 28. Februar 2006 vorgestellt und kostete 349 €. Anfang September 2007 wurde der iPod Hi-Fi eingestellt und blieb ohne Nachfolger.

## Aufbau und Funktionen
iPod Hi-Fi ähnelt einem typischen Mittellautsprecher eines 5.1-Systems. Das Lautsprechersystem besteht aus zwei 80-mm-Lautsprechern und einem 130-mm-Woofer. Äußerlich besteht der iPod Hi-Fi aus weißem Plastik, passend zur weißen iPod-Serie, und einer schwarzen Frontabdeckung, welche auch abnehmbar ist. Die Stromversorgung erfolgt entweder durch das interne Netzteil oder durch sechs Mono-Batterien.
An das eingebaute Dock kann jeder iPod mit 30-pin-Adapter angeschlossen werden (Universal Dock).
Auf der Rückseite des Gerätes befindet sich neben dem Stromanschluss (genormter C7-Anschluss) auch ein 3,5-mm-Anschluss, an welchem Audiogeräte (z. B. iPods ohne 30-pin-Adapter wie der iPod shuffle, Computer oder CD-Player) entweder mit einem analogen oder einem optisch-digitalen Kabel (Mini-Toslink) angeschlossen werden können.
Das Gerät weist als einzige Bedienungselemente zwei Sensortasten auf der Oberseite zur Veränderung der Lautstärke auf. Rückmeldung erfolgt über eine zweifarbige LED (grün/orange). Durch die mitgelieferte Fernbedienung Apple Remote (damalige erste Generation) kann zwischen externem Eingang und iPod gewechselt, die Lautstärke angepasst, die Wiedergabe am iPod gestoppt oder gestartet und das Lied innerhalb einer Playlist ausgewählt werden. Außerdem hatten die iPods der 5. Generation (der iPod classic hingegen nicht mehr) im Dock einen neuen Menüpunkt „Lautsprecher“, mit dem die Beleuchtung des Displays, die Vollbildanzeige des Covers und der Klang des iPod Hi-Fi in drei Stufen geregelt werden kann.

## Unterstützte iPod Modelle
Genereller Hinweis: Neuere iPod-Modelle, iPhone 3G, 3GS, 4 und 4S sowie iPod touch der 3. und 4. Generation können mit dem iPod Hi-Fi nicht mehr geladen werden, weil diese eine andere Ladespannung verwenden. Die Wiedergabe von Musiktiteln ist aber weiterhin möglich.
- 10, 15, 20 GB iPod
- 20, 30, 40 GB iPod
- iPod mini und iPod mini (2. Generation)
- iPod (Click Wheel) 20 GB und 30 GB
- iPod (Click Wheel) 40 GB	MA120G/A
- iPod mit Farbdisplay 20 GB und 30 GB
- iPod mit Farbdisplay 40 GB und 60 GB (auch iPod photo genannt)
- iPod nano 1 GB, 2 GB und 4 GB
- iPod classic 80 GB und 120 GB, iPod (5. Generation) 30 GB1
- iPod classic 160 GB, iPod (5. Generation) 60 GB und 80 GB (Ende 2006)
- iPod nano (2. Generation) 2 GB, 4 GB und 8 GB2
- iPhone 4 GB, 8 GB und 16 GB1
- iPod nano (3. Generation) 4 GB und 8 GB1
- iPhone
- iPhone 3G
- iPhone 3GS
- iPhone 4
- iPhone 4S
- iPod nano (4. Generation)
- iPod touch (1. Generation)
- iPod touch (2. Generation)
- iPod touch (3. Generation)
- iPod touch (4. Generation)